# Schloss Brahetrolleborg
Das Schloss Brahetrolleborg entstand aus dem ehemaligen Kloster Holme (Insula Dei), einem Zisterzienserkloster auf der Insel Fünen in Dänemark. Seit ihrer Säkularisation ist die Anlage als Schloss Brahetrolleborg bekannt.

## Lage
Das Schloss Brahetrolleborg liegt rund 10 km nordöstlich von Fåborg auf der Insel Fünen (Fyn) bei der heutigen Ortschaft Korinth.

## Geschichte
Das Kloster wurde 1172 von Kloster Herrevad in Schonen, heute Schweden, einem Tochterkloster des Klosters Cîteaux, gegründet. Mit der Reformation und dem Ende der Grafenfehde 1536 ging das Kloster in Staatsbesitz über und wechselte in schneller Folge mehrmals den Besitzer, bis König Friedrich II. es 1568 an den Statthalter der königlichen Anteile der Herzogtümer Schleswig und Holstein Heinrich Rantzau verkaufte, nach dem es Rantzausholm genannt wurde. 1661 fiel das Gut an die dänische Krone zurück, die das Gut 1664 an den holsteinischen Kaufmann Christoffer von Gabel veräußerte, der es schon drei Jahre später gegen den Kalkberg von Segeberg eintauschte. Nach der neuen Besitzerin Brigitte Brahe geb. Trolle trägt es seit 1667 den Namen Brahetrolleborg. Seit dem Erwerb durch den Oberpräsidenten von Altona Christian Detlev von Reventlow im Jahr 1722 gehörte das Schloss der Familie Reventlow. Es ging 1960 im Erbweg von den Reventlow auf die Familie Mourier über.

## Bauten und Anlage
Die nach dem bernhardinischen Plan errichtete Kirche ist jetzt die Kirche von Brahetrolleborg. Sie hat einen Turm in der Fassade und verfügt über ein Kruzifix von Claus Berg, das von diesem um 1500 geschaffen wurde. Das rechts von der Kirche gelegene Kloster wurde zum Schloss umgebaut.